# Trophon
Trophon is een geslacht van weekdieren uit de klasse van de Gastropoda (slakken).

## Soorten
- Trophon albolabratus E. A. Smith, 1875
- Trophon bahamondei McLean & Andrade, 1982
- Trophon barnardi Houart, 1987
- Trophon brevispira Martens, 1885
- Trophon celebensis Schepman, 1913
- Trophon clenchi (Carcelles, 1953)
- Trophon coulmanensis E. A. Smith, 1907
- Trophon distantelamellatus Strebel, 1908
- Trophon drygalskii Thiele, 1912
- Trophon geversianus (Pallas, 1774)
- Trophon iarae Houart, 1998
- Trophon leptocharteres Oliver & Picken, 1984
- Trophon mawsoni Powell, 1957
- Trophon melvillsmithi Houart, 1989
- Trophon minutus Melvill & Standen, 1907
- Trophon munitus Marwick, 1934 †
- Trophon nucelliformis Oliver & Picken, 1984
- Trophon ohlini Strebel, 1904
- Trophon parodizi Pastorino, 2005
- Trophon patagonicus (d'Orbigny, 1839)
- Trophon paucilamellatus Powell, 1951
- Trophon pelecetus Dall, 1902
- Trophon pelseneeri E. A. Smith, 1915
- Trophon plicatus (Lightfoot, 1786)
- Trophon purdyae Houart, 1983
- Trophon triacanthus Castellanos, Rolán & Bartolotta, 1987